# Niedów
Niedów (deutsch Nieda; 1937–45 Wolfsberg) ist eine Ortschaft in der Oberlausitz im Südwesten Polens. Sie liegt 13 Kilometer südlich von Görlitz und gehört zur Landgemeinde Zgorzelec in der Woiwodschaft Niederschlesien.

## Geographie
Niedów befindet sich im Tal der Witka kurz vor deren Einmündung in die Lausitzer Neiße und wurde bei der Anlegung des Niedów-Stausees größtenteils überflutet. Der erhaltene Teil liegt am rechten Ufer des Stausees. Nördlich erhebt sich die Góra Borowa.
Nachbarorte sind Deutsch Ossig, Osiek Łużycki und Kolonia Osiek Łużycki im Norden, Łomnica, Wrociszów Dolny und Wilka-Bory im Nordosten, Wilka im Osten, Zawidów Osiedle, Ostróżno, Ves und Spytków im Südosten, Kostrzyna im Süden, Ręczyn im Südwesten, Leuba im Westen sowie Joachimstein und Radomierzyce im Nordwesten.

## Geschichte
Spuren weisen auf eine vom 9. bis zum 11. Jahrhundert bestehende slawische Burganlage über dem Tal der Wittig hin. Bei Ausgrabungen auf dem Burgberg wurde eine in den Fels geschlagene Zisterne aufgefunden.
Erstmals erwähnt wurde der Ort im Jahre 1346, als die Kirche von Nieda im Status einer Pfarrkirche dem Dekan von Görlitz unterstand. Das Gut war ursprünglich mit Radmeritz verbunden. Im Jahre 1515 bewilligte König Vladislav II. Jagiello Nikolaus d. J. von Donin als letztem männlichen Vertreter der Linie Grafenstein und Hirschfelde den Verkauf der Güter Radmeritz und Nida an der Görlitzer Patrizier Bernhard Berndt. Diesen beerbte 1550 sein Schwiegersohn Martin Lochmann. Nach Lochmanns Tode wurden beide Güter an Valentin von Gersdorff auf Hennersdorf verkauft. Zu Beginn des 17. Jahrhunderts erwarb Hans von Penzig auf Wilka auch das Gut Nieda. Nieda war seit dem 18. Jahrhundert Schulort und bis 1856 auch Gerichtsort für Reutnitz.

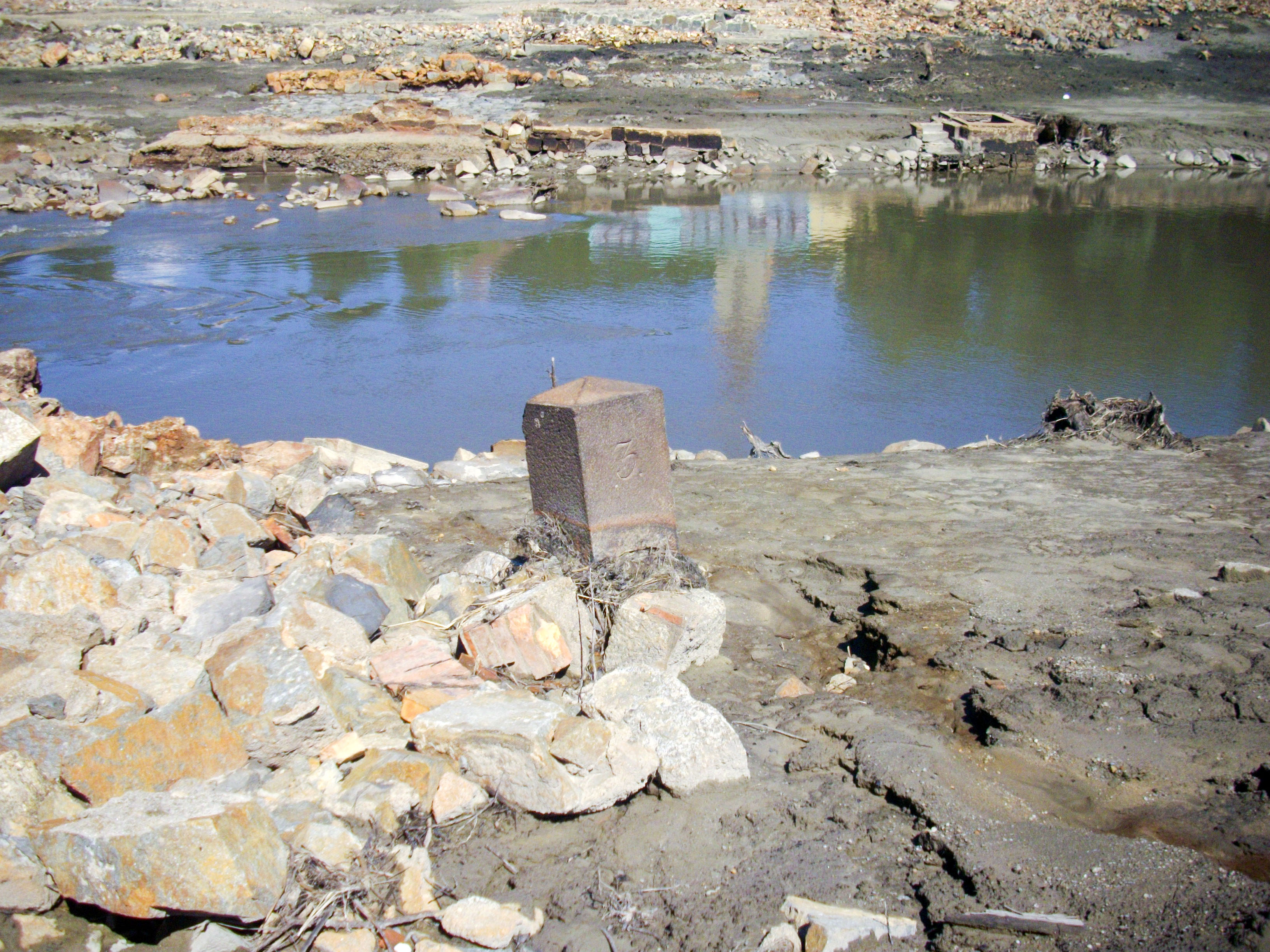
Durch den Staudammbruch 2010 freigelegter Grenzstein zwischen Sachsen und Preußen

Infolge des Wiener Vertrags von 1815 wurde die Wittig zum Grenzfluss zwischen Sachsen und Preußen. Damit wurde Nieda geteilt. Der größere Teil des Dorfes, der am rechten Ufer des Flusses lag, wurde preußisch und verblieb bei Radmeritz. Der linksseitig der Wittig gelegene, aus fünf Grundstücken bestehende Anteil verblieb bei Sachsen. Daraus entstanden zwei Dörfer Preußisch Nieda und Sächsisch Nieda. Die Kinder aus dem sächsischen Reutnitz wurden auch weiterhin in der Schule im nunmehrigen Preußisch Nieda unterrichtet. Sächsisch Nieda wurde 1856 Teil der sächsischen Gemeinde Reutnitz, während Preußisch Nieda zur Gemeinde Radmeritz gehörte. Zwischen 1910 und 1922 erfolgte der Ausbau der Nietzschemühle an der Wittig zum Elektrizitätswerk für die umliegenden Gemeinden. Am 20. Januar 1937 wurde der Ort in Wolfsberg umbenannt. 1939 hatte er 84 Einwohner. Nach dem Ende des Zweiten Weltkrieges kam Niedów zu Polen und beide Teile des Dorfes wurden wieder vereinigt. Durch den Bau der Talsperre wurde zwischen 1960 und 1964  der größte Teil des Dorfes, darunter der komplette ehemals sächsische Anteil sowie das Elektrizitätswerk aufgegeben und überflutet. Seit den 1980er Jahren wurde Niedów zu einem Erholungsort. 2009 lebten in Niedów 16 Einwohner auf 90,14 Hektar Land. Beim Augusthochwasser 2010 rissen die Fluten den Damm der Talsperre weg.

## Sehenswürdigkeiten
- Kirche der Mutter Gottes von den Engeln, erbaut im 15. Jahrhundert, ihre barocke Umgestaltung erfolgte 1721

## Persönlichkeiten
- Johann Friedrich Teschner (Jan Bjedrich Tešnaŕ, 1829–1898) – sorbischer Pfarrer, Herausgeber und Übersetzer; 1862–98 Pfarrer in Nieda